# Баргстал
Баргстал (њем. Bargstall) општина је у њемачкој савезној држави Шлезвиг-Холштајн. Једно је од 165 општинских средишта округа Рендсбург. Према процјени из 2010. у општини је живјело 166 становника. Посједује регионалну шифру (AGS) 1058010.

## Географски и демографски подаци
Баргстал се налази у савезној држави Шлезвиг-Холштајн у округу Рендсбург. Општина се налази на надморској висини од 5 метара. Површина општине износи 4,6 km². У самом мјесту је, према процјени из 2010. године, живјело 166 становника. Просјечна густина становништва износи 36 становника/km².